# Kabinet-MacDonald II
Het kabinet-MacDonald II was de uitvoerende macht van de Britse overheid van 5 juni 1929 tot 26 augustus 1931. Het kabinet werd gevormd door de Labour Party en de Liberal Party na de verkiezingen van 1929 met oud-premier Ramsay MacDonald de partijleider van de Labour Party voor een tweede termijn als premier. In het kabinet zaten meerdere prominenten zoals: Philip Snowden, Arthur Henderson, Jimmy Thomas, Herbert Morrison, Christopher Addison, Clement Attlee en Sidney Webb.
Het kabinet beschikte niet over een meerderheid in het Britse Lagerhuis en was afhankelijk van de steun van de Liberal Party van David Lloyd George. In tegenstelling tot zijn eerste kabinet, voerde dit tweede kabinet van MacDonald wél belangrijke hervormingen door, zoals een ouderdoms- en weduwenpensioen en ontwikkelingsprogramma's voor de koloniën en een sociaal vangnet voor hulpbehoevenden. Het kabinet kwam in 1931 ten slotte ten val als gevolg van een breuk in de regering: sommige Labour-ministers waren tegen de verlaging van de werkloosheidsuitkering, andere vóór. Ramsay MacDonald diende vervolgens op 24 augustus het ontslag van het kabinet in bij koning George V. Het kabinet werd opgevolgd door een National Government ("Nationale Regering"), opnieuw geleid door MacDonald, bestaande uit de National Labour Party de Liberal Party en de Conservative Party.

## Samenstelling
| Ambtsbekleder                                                           | Ambtsbekleder         | Ambtsbekleder                                            | Functie                               | Ambtstermijn    | Ambtstermijn     | Partij                   |
| ----------------------------------------------------------------------- | --------------------- | -------------------------------------------------------- | ------------------------------------- | --------------- | ---------------- | ------------------------ |
|                                                                         | Ramsay MacDonald      | Ramsay MacDonald (1866–1937)                             | Premier                               | 5 juni 1929     | 7 juni 1935      | Labour Party             |
| Leader of the House of Commons                                          | Ramsay MacDonald      | Ramsay MacDonald (1866–1937)                             |                                       | 5 juni 1929     | 7 juni 1935      | Labour Party             |
|                                                                         | Philip Snowden        | Philip Snowden (1864–1937)                               | Minister van Financiën                | 5 juni 1929     | 5 november 1931  | Labour Party             |
|                                                                         | Arthur Henderson      | Arthur Henderson (1863–1935)                             | Minister van Buitenlandse Zaken       | 5 juni 1929     | 26 augustus 1931 | Labour Party             |
|                                                                         | John Robert Clynes    | John Robert Clynes (1869–1949)                           | Minister van Binnenlandse Zaken       | 5 juni 1929     | 26 augustus 1931 | Labour Party             |
|                                                                         | Charles Cripps        | Baron Parmoor Charles Cripps (1852–1941)                 | Lord President of the Council         | 5 juni 1929     | 26 augustus 1931 | Labour Party             |
| Leader of the House of Lords                                            | Charles Cripps        | Baron Parmoor Charles Cripps (1852–1941)                 |                                       | 5 juni 1929     | 26 augustus 1931 | Labour Party             |
|                                                                         | Jimmy Thomas          | Jimmy Thomas (1874–1949)                                 | Lord Privy Seal                       | 5 juni 1929     | 5 juni 1930      | Labour Party             |
|                                                                         |                       | Vernon Hartshorn (1872–1931)                             | Lord Privy Seal                       | 5 juni 1930     | 13 maart 1931    | Labour Party             |
|                                                                         |                       | Tom Johnston (1881–1965)                                 | Lord Privy Seal                       | 13 maart 1931   | 26 augustus 1931 | Labour Party             |
|                                                                         | John Sankey           | Burggraaf Sankey John Sankey (1866–1948)                 | Lord Chancellor                       | 5 juni 1929     | 7 juni 1935      | Labour Party             |
|                                                                         |                       | Tom Shaw (1872–1938)                                     | Minister voor Oorlog                  | 5 juni 1929     | 26 augustus 1931 | Labour Party (1929–1931) |
|                                                                         | Albert Alexander      | Albert Alexander (1885–1965)                             | Minister voor de Marine               | 5 juni 1929     | 26 augustus 1931 | Labour Party             |
|                                                                         | Christopher Thomson   | Baron Thomson Christopher Thomson (1875–1930)            | Minister voor de Luchtmacht           | 5 juni 1929     | 5 oktober 1930   | Labour Party             |
|                                                                         |                       |                                                          | Minister voor de Luchtmacht           | Vacant          |                  |                          |
|                                                                         |                       | Baron Amulree William Mackenzie (1860–1942)              | Minister voor de Luchtmacht           | 15 oktober 1930 | 5 november 1931  | Labour Party             |
|                                                                         |                       | William Graham (1887–1932)                               | Voorzitter van de Handelsraad         | 5 juni 1929     | 26 augustus 1931 | Labour Party             |
|                                                                         | Arthur Greenwood      | Arthur Greenwood (1880–1954)                             | Minister van Volksgezondheid          | 5 juni 1929     | 26 augustus 1931 | Labour Party             |
|                                                                         | Margaret Bondfield    | Margaret Bondfield (1873–1953)                           | Minister van Arbeid                   | 5 juni 1929     | 26 augustus 1931 | Labour Party             |
|                                                                         | Frederick Roberts     | Frederick Roberts (1876–1941)                            | Minister van Pensioenen               | 5 juni 1929     | 26 augustus 1931 | Labour Party             |
|                                                                         |                       | Sir Charles Trevelyan (1870–1958)                        | Minister van Onderwijs                | 5 juni 1929     | 2 maart 1931     | Labour Party             |
|                                                                         |                       | Hastings Lees-Smith (1878–1941)                          | Minister van Onderwijs                | 2 maart 1931    | 26 augustus 1931 | Labour Party             |
|                                                                         | Herbert Morrison      | Herbert Morrison (1888–1965)                             | Minister van Transport en Luchtvaart  | 5 juni 1929     | 26 augustus 1931 | Labour Party             |
|                                                                         | George Lansbury       | George Lansbury (1859–1940)                              | Minister van Openbare Werken          | 5 juni 1929     | 26 augustus 1931 | Labour Party             |
|                                                                         | Noel Buxton           | Noel Buxton (1869–1948)                                  | Minister van Landbouw en Visserij     | 5 juni 1929     | 5 juni 1930      | Labour Party             |
|                                                                         | Christopher Addison   | dr. Christopher Addison (1869–1951)                      | Minister van Landbouw en Visserij     | 5 juni 1930     | 26 augustus 1931 | Labour Party             |
|                                                                         | Oswald Mosley         | Sir Oswald Mosley (1896–1980)                            | Kanselier van het Hertogdom Lancaster | 5 juni 1929     | 23 mei 1930      | Labour Party             |
|                                                                         | Clement Attlee        | Clement Attlee (1883–1967)                               | Kanselier van het Hertogdom Lancaster | 23 mei 1930     | 13 maart 1931    | Labour Party             |
|                                                                         | Arthur Ponsonby       | Baron Ponsonby van Shulbrede Arthur Ponsonby (1871–1946) | Kanselier van het Hertogdom Lancaster | 13 maart 1931   | 26 augustus 1931 | Labour Party             |
|                                                                         | Sidney Webb           | Baron Passfield Sidney Webb (1859–1947)                  | Minister voor Koloniale Zaken         | 5 juni 1929     | 26 augustus 1931 | Labour Party             |
| Minister voor Dominion Zaken                                            | Sidney Webb           | Baron Passfield Sidney Webb (1859–1947)                  | 5 juni 1930                           | 5 juni 1929     |                  | Labour Party             |
| Minister voor Dominion Zaken                                            |                       | Jimmy Thomas                                             | Jimmy Thomas (1874–1949)              | 5 juni 1930     | 22 november 1935 | Labour Party             |
|                                                                         | William Wedgwood Benn | William Wedgwood Benn (1877–1960)                        | Minister voor Brits-Indië             | 5 juni 1929     | 26 augustus 1931 | Labour Party             |
|                                                                         | William Adamson       | William Adamson (1863–1936)                              | Minister voor Schotland               | 5 juni 1929     | 26 augustus 1931 | Labour Party             |
| Formeel geen leden van het kabinet, maar woonde kabinetsvergadering bij |                       |                                                          |                                       |                 |                  |                          |
| Ambtsbekleder                                                           | Ambtsbekleder         | Ambtsbekleder                                            | Functie                               | Ambtstermijn    | Ambtstermijn     | Partij                   |
|                                                                         |                       | Baron Arnold Sydney Arnold (1878–1945)                   | Thesaurier-generaal                   | 5 juni 1929     | 2 maart 1931     | Labour Party             |
|                                                                         |                       |                                                          | Thesaurier-generaal                   | Vacant          |                  |                          |
|                                                                         | William Jowitt        | Sir William Jowitt (1885–1957)                           | Advocaat-generaal                     | 5 juni 1929     | 26 januari 1932  | Labour Party             |
|                                                                         |                       | Hastings Lees-Smith (1878–1941)                          | Minister voor Posterijen              | 5 juni 1929     | 13 maart 1931    | Labour Party             |
|                                                                         | Clement Attlee        | Clement Attlee (1883–1967)                               | Minister voor Posterijen              | 13 maart 1931   | 26 augustus 1931 | Labour Party             |